# Чужбинов, Тимофей Александрович
Тимофей Александрович Чужбинов (настоящая фамилия Гринштейн; 21 февраля (4 марта) 1852 , Керчь — 8 (20) августа 1897, Киев) — российский актер.

## Биография
Родился 21 февраля (4 марта) 1852 года в Керчи. Учился в Новороссийском и Московском университетах, в Петербургской медико-хирургической академии, в Технологическом институте.
Дебютировал в 1874 году в Орле в труппе Д. П. Лаухина. Играл в Киеве, Новочеркасске, Харькове, Воронеже, Ростове, Костроме, Архангельске, Полтаве, Одессе, Москве (в «Эрмитаже». В. Лентовского) и других городах. В 1890-х годах работал в труппах Н. М. Соловцова и М. М. Бородая.
Умер в Киеве 8 (20 августа) 1897 года. Похоронен на Байковом кладбище.

## Творчество
Играл в водевилях и комедиях, оперетте. Исполнял комедийные и характерные роли. Среди них: Чугунов, Юсов, Счастливцев, Шмага («Волки и овцы», «Доходное место», «Лес», «Без вины виноватые» А. Н. Островского); Третий мужик («Плоды просвещения» Л. Н. Толстого) ; Которым («Власть тьмы» Л. Н. Толстого).
Создал яркие сценические образы в основном в русском классическом репертуаре.